# Platyneuron praealtum

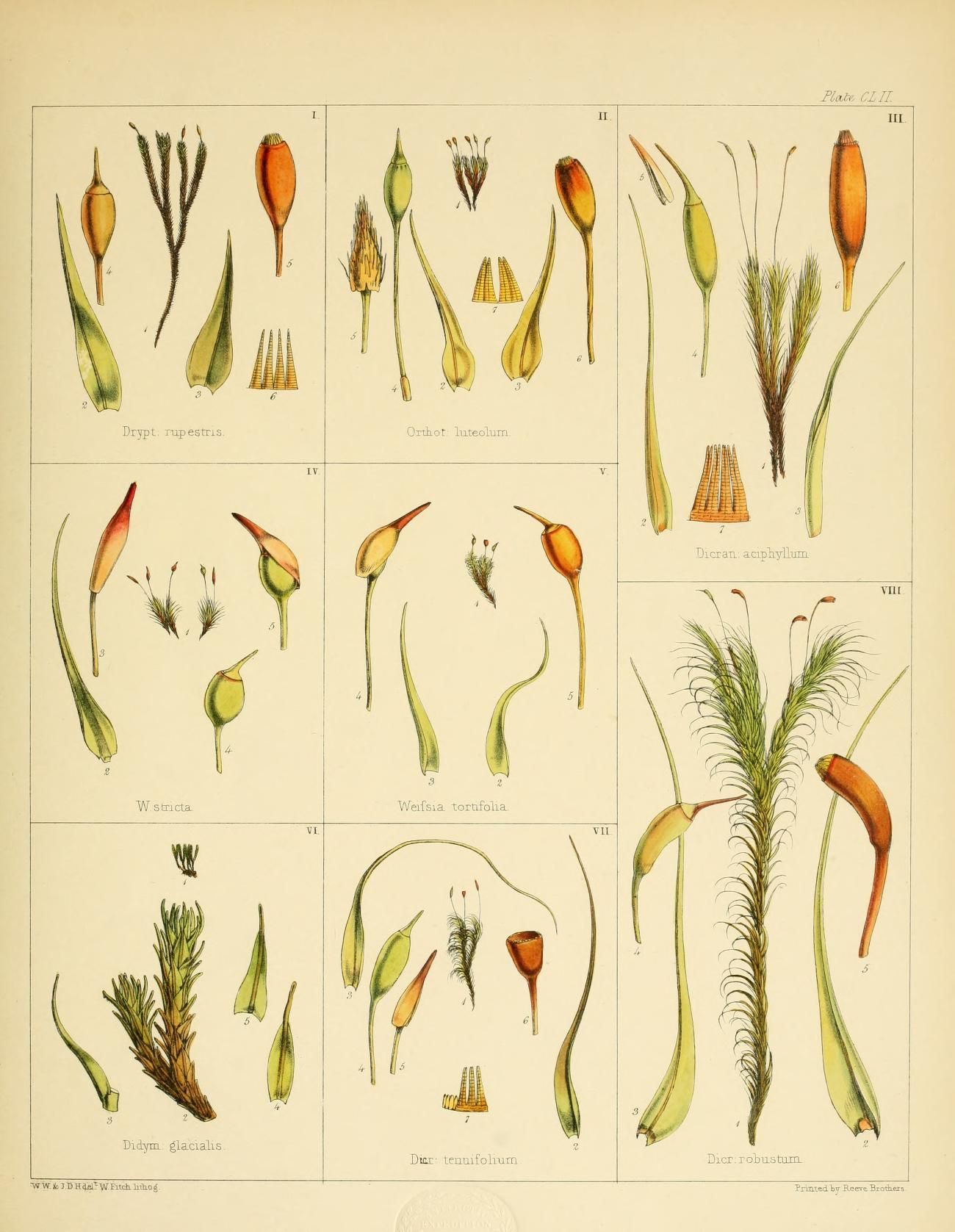

Platyneuron praealtum là một loài Rêu trong họ Dicranaceae. Loài này được (Mitt.) Ochyra & Bednarek-Ochyra miêu tả khoa học đầu tiên năm 1997.